# Silnik komutatorowy

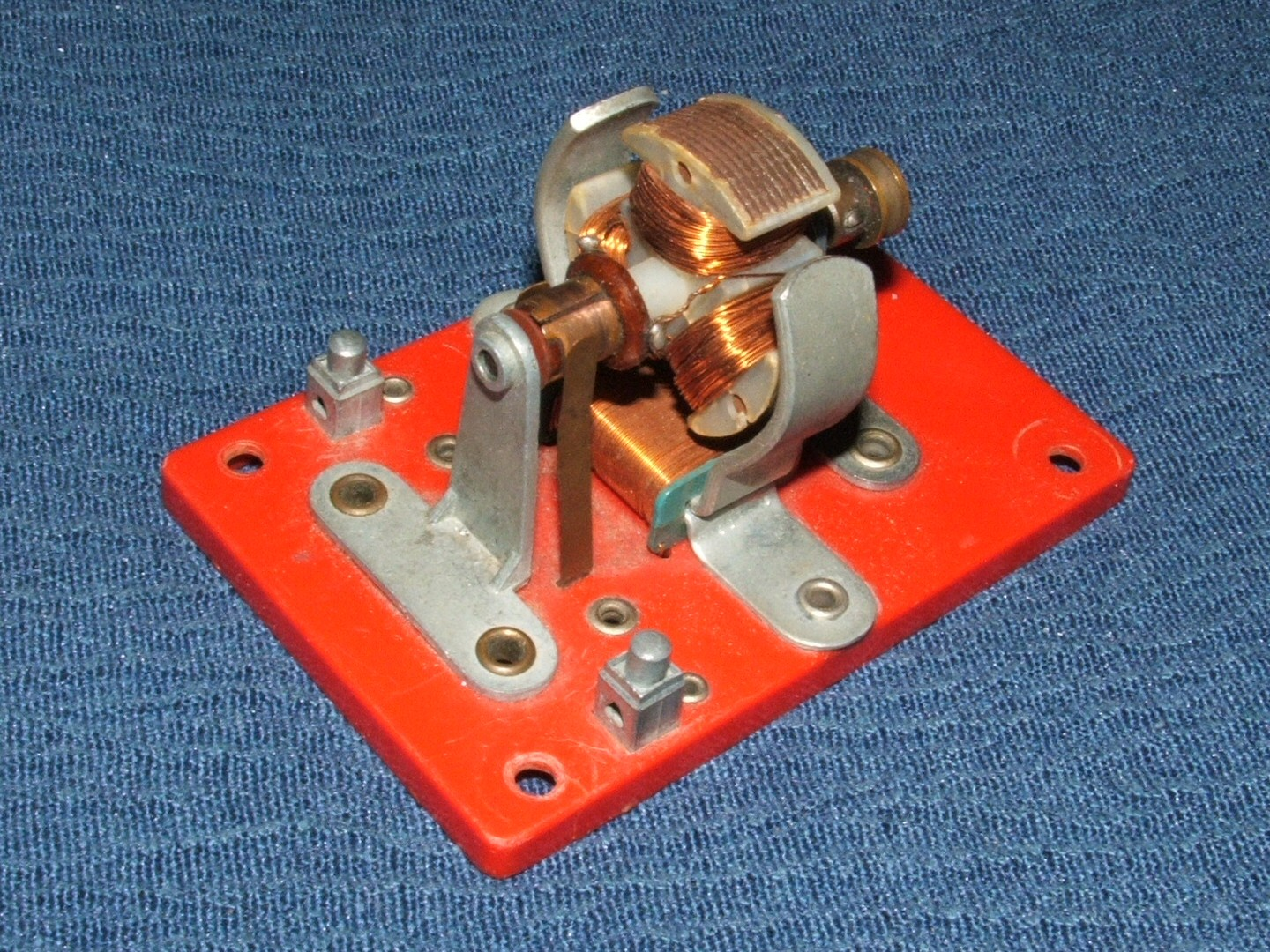
Model silnika komutatorowego

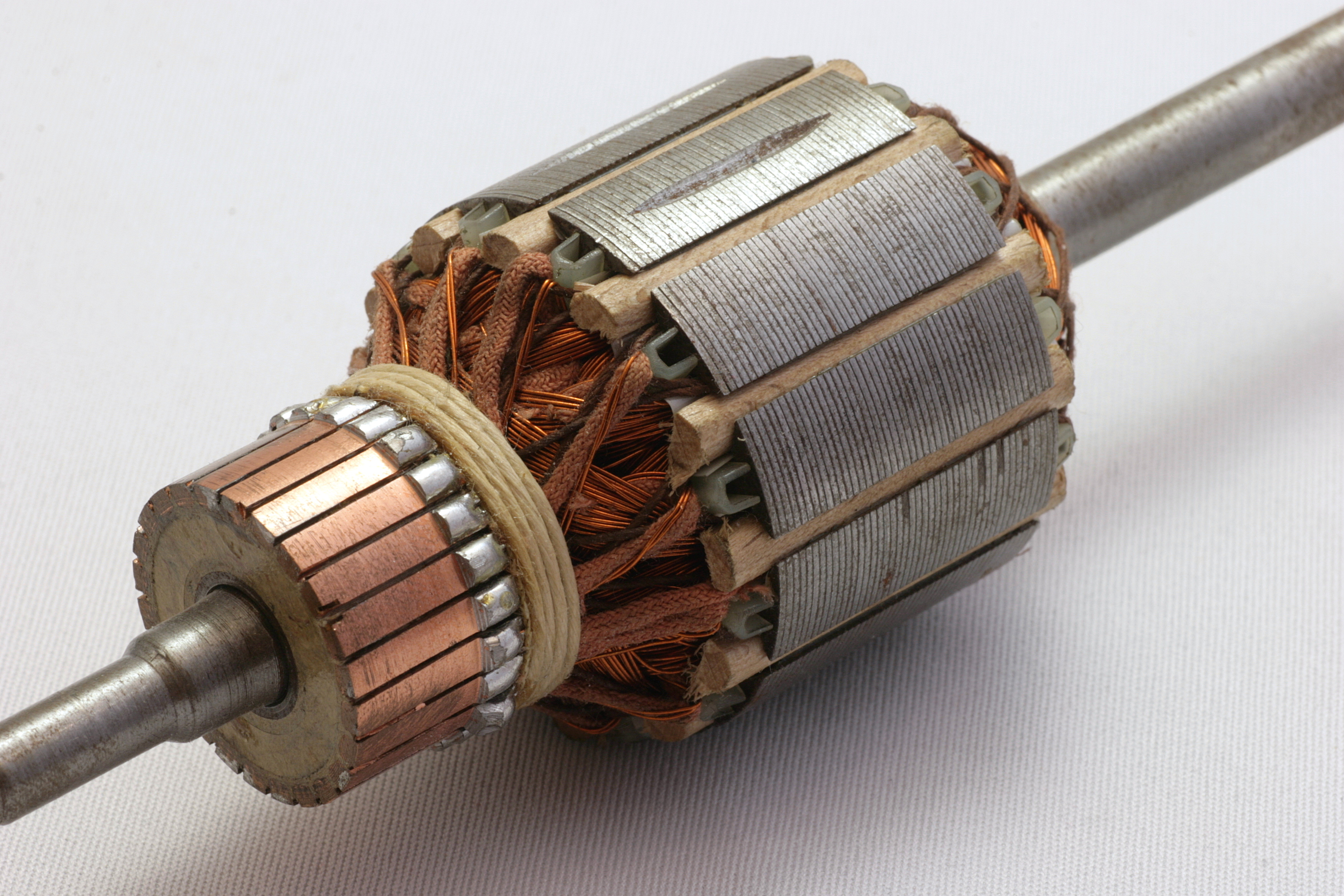
Wirnik z komutatorem

Silnik komutatorowy - charakteryzuje się wirnikiem o magnetowodzie wykonanym z pakietu blach elektrotechnicznych wyposażonym w uzwojenie połączone z komutatorem, po którym ślizgają się doprowadzające prąd szczotki węglowe. Wirnik porusza się w wyniku oddziaływania płynącego przezeń prądu i pola magnetycznego wytwarzanego przez stojan. Ruch odbywa się w sposób ciągły, dzięki przełączaniu przez komutator kierunku prądu płynącego przez wirnik.
- Silniki prądu stałego o małej mocy najczęściej wyposażone są w magnes trwały. Brak zasilania stojana eliminuje źródło strat. Natomiast w silnikach dużych stojan jest elektromagnesem o litym magnetowodzie. Silniki komutatorowe prądu stałego o małej mocy, stosowane są w modelarstwie (modele samochodowe, wodne, latające), zabawkach mechanicznych, w samochodach (napęd wycieraczek, podnoszenia szyb, rozrusznik), urządzeniach domowych zasilanych z baterii (walkmany, szczoteczki do zębów, golarki, depilatory) lub z sieci (magnetofony, magnetowidy). Silniki dużej mocy, nawet do kilkuset kW, są wykorzystywane w przemyśle i transporcie do napędu urządzeń, które wymagają rozruchu pod obciążeniem i regulacji prędkości obrotowej jako silniki trakcyjne (tramwaje, lokomotywy), napędu walcarek czy kopalnianych maszyn wyciągowych.

- W przypadku zasilania prądem przemiennym, stojan silnika jest elektromagnesem, a jego obwód magnetyczny wykonany jest, tak jak wirnik z pakietu blach elektrotechnicznych. Silniki komutatorowe prądu przemiennego mają duży moment rozruchowy, nie potrzebują kondensatora jak jednofazowe silniki indukcyjne, są od nich lżejsze i mniejsze (przy tej samej mocy) i osiągają większe obroty (powyżej 3000 obr./min). Silniki małe osiągają do 10 000 obr./min a większe (np. w odkurzaczu) do 25 000 obr./min. Silniki komutatorowe prądu przemiennego o mocy od kilkudziesięciu watów do 2 kilowatów stosowane są w napędach wielu urządzeń domowych, na przykład w mikserach, młynkach, odkurzaczach, suszarkach, sokowirówkach, oraz licznych elektronarzędziach.